# 隋源
隋源（1992年5月8日—），出生於海南省海口市，中國內地女演員。

## 早年經歷
隋源出生於中國大陸海南省海口市，小學就讀於海南國科園實驗學校，小學五年級考進了解放軍藝術學院舞蹈系，畢業後分配到南京前線文工團，2015年報考了北京電影學院，並在海南華僑中學複習文化課，備戰高考，最終以622分成功考入北京電影學院。

## 演藝經歷
2016年，電影《芳華》在北京電影學院選角，隋源成功被馮小剛導演選中，出演文工團舞蹈隊成員卓瑪。
2017年7月，隋源主演中國首部全科醫療題材電影《你若安好》，在劇中飾演女主全科實習生金閃閃，為了詮釋角色，曾到北京醫院急診科體驗生活，同年11月，隋源獲得中美電影節最佳新人獎，12月17日，電影《芳華》上映。

## 影視作品

### 電視劇
| 年份   | 剧名     | 角色   | 备注 |
| ------ | -------- | ------ | ---- |
| 2020年 | 上陽賦   | 蕭玉岫 |      |
| 2021年 | 北轍南轅 | 馮希   |      |
| 待播   | 隱匿之戰 | 宋渝卿 |      |

### 電影
| 年份   | 剧名           | 角色   | 备注   |
| ------ | -------------- | ------ | ------ |
| 2017年 | 芳華           | 卓瑪   |        |
| 2017年 | 你若安好       | 金閃閃 | 女主角 |
| 2022年 | 你是我的一束光 | 孟曉林 |        |

## 獎項紀錄
| 年份   | 頒獎典禮   | 獎項       | 作品         | 角色   | 結果 |
| ------ | ---------- | ---------- | ------------ | ------ | ---- |
| 2017年 | 中美電影節 | 最佳新人獎 | 《你若安好》 | 金閃閃 | 獲獎 |